# اولسکی
اولسکی (به لاتین: Ulsky) یک منطقهٔ مسکونی در روسیه است که در آدیغیه واقع شده‌است.